# 1238
1238 (MCCXXXVIII) je bilo navadno leto, ki se je po julijanskem koledarju začelo na petek.

## Dogodki

### Mongolske osvojitve
- Začetek leta - Mongoli pod vodstvom Batu Kana in Subedeja načrtno pustošijo po Vladimirski kneževini. Mdr. uničijo Moskvo, takrat še majhno mesto.
- 4. februar - Začetek mongolskega obleganja Vladimirja. ↓
- 7. februar → Mongoli zavzamejo Vladimir in ga požgejo do tal. Vladimirskemu knezu Juriju II. uspe preboj z ostankom vojske na sever, vendar v požaru umre celotna njegova družina. ↓

- 8. februar → Pade še Suzdal. ↓
- 4. marec → Bitka pri reki Sit: Mongoli popolnoma uničijo vladimirsko vojsko. V bitki je ubit knez Jurij II. Naslednjih 200 let je Rusija pod mongolsko nadoblastjo.
  - Nasledstvo prosule Vladimirske kneživine in nujnost pacifikacije z Mongoli prevzame Jurijev mlajši brat Jaroslav II.
  - Batu Kan razdeli mongolsko armado na manjše enote in osvaja eno rusko mesto za drugim. Nepričakovan odpor ponudi mestece Kozelsk, ki ga Mongoli oblegajo kar sedem tednov. Glede na vire naj bi odpor vodil sedemletni princ Vasilij. Edini večji mesti, ki uideta uničenju, sta Novgorod in Pskov.
  - Oddelek mongolske vojske Berkeja, mlajšega brata Batu Kana, popolnoma porazi Kumane. Ostanek Kumanov pobegne na Madžarsko. Kralj Béla IV. jim ponudi zaščito, vendar kulturne razlike privedejo do napetosti med stepskimi Kumani in poljedelskimi Madžari.
- poletje - Mongoli opustošijo polotok Krim.
- Korejska kraljevina Goryeo, ki jo že tri leta pustošijo Mongoli, se izpogaja za vazalno prisego in mir. Mongoli zahtevajo talce iz kraljeve družine, vendar jim kralj Godžong pošlje manj pomembne člane družine.

### Rekonkvista
- 22. april - Začetek aragonskega obleganja Valenicije.
- 15. maj - Mohamed ibn Nasr prevzame oblast v Granadi. Začetek Nasridov, zadnje muslimanske dinastije v Španiji. Istega leta zavzame Almeríjo in si s tem zagotovi dostop do morja. 1239 ↔
  - Ibn Nasr se tributarno podredi kastiljskemu kralju Ferdinandu III., ki mu v zameno prizna oblast v Granadi.
- 28. september - Aragonski kralj Jakob I. osvoji Valencijo in jo formalno preobrazi v Kraljevino Valencijo. Premagani Mavri se umaknejo v Granado.
  - Osvojitvi sledi osvajanje trdnjav v okolici. Po zapisih kronistov Aragonci pri obleganju gradu Muzeros uporabijo smodnik.
- Kastiljski kralj Ferdinand III. osvoji mavrski mesti Niebla in Huelva.

### Ostalo
- 8. marec - Umrlega egiptovskega sultana Al-Kamila iz dinastije Ajubidov nasledi sin Al-Adil II.. Njegovo nesposobnost izkoristi polbrata As-Salih Ismail, ki ima namen, da se polasti Egipta, Al-Malik al-Salih, ki nasledi Damask. 1239 ↔
- 19. marec - Umrlega šlezijskega vojvodo in poljskega nadvojvodo Henrika I. nasledi sin Henrik II. Pobožni.
- 26. marec - Umrlega kölnskega nadškofa Henrika I. iz Müllenarka nasledi Konrad iz Hochstadena
- julij-oktober - Rimsko-nemškemu cesarju Frideriku II. se zalomi pri obleganju gvelfovske Brescie. 1239 ↔
- Friderik II. nastavi svojega nezakonskega sina Enza za kralja Sardinije.
- Adolf IV., grof Schauenburga in Holsteina, se umakne v samostan. Fevde nasledita sinova Ivan in Gerhard, regentstvo dobi schleswiški vojvoda Abel. 1261 ↔

- Severnonemški mesti Oldesloe in Itzehoe prevzameta zakone[1] mesta Lübeck, korak v postopnem oblikovanju trgovsko-politične zveze Hansa.
- Francoski plemič Simon de Montfort, sin istoimenskega preminulega voditelja albižanske križarske vojne 5. grofa Leicesterja, se poroči z Eleanoro Angleško, sestro kralja Henrika III.
- Galicijski princ Daniel Romanovič premaga poljsko-nemški viteški red Bratstvo Dobrina in se polasti večine Galicije. 1240 ↔
- Posvetitev stolnice Peterborough, Cambridgeshire, Anglija.
- Judovski konvertit v katoliško krščanstvo Nikolaj Donin pred papežem Gregorjem IX. dokaže, da je Talmud protikrščansko delo. 1240 ↔
- Selitev sedeža Oglejskega patriarhata v Udine.
- Bitka pri Örlygsstaðirju: največja bitka v zgodovini Islandije med klanom Sturlungar na eni strani proti klanoma Ásbirningar in Haukdælir. Bitke, v kateri zmagata slednja klana, se udeleži okoli tisoč vojščakov na vsaki strani. V boju umre čez 50 vojščakov.
- Indija: začetek vladavine hindujskega kralja Narasimhe Deve I. iz dinastije/kraljevine Vzhodna Ganga.
- Ustanovitev tajskega Kraljestva Sukhotai, ki se osvobodi nadoblasti Kmerov (propadlo leta 1438).
- Umrlega trapezuntskega cesarja Ivana I. nasledi mlajši brat Manuel I.

## Rojstva
- 1. maj - Magnus VI., norveški kralj († 1280)

Neznan datum
- Friderik III., vojvoda Zgornje Lorene († 1302)
- Jang Hui, kitajski matematik († 1298)
- Madhva, indijski hindujski filozof in guru († 1317)
- Majnhard II., koroški vojvoda, goriški in tirolski grof (IV.) († 1295)
- Mangrai, kralj severnotajskega kraljestva Lanna († 1317)
- Mihael II. Asen, bolgarski car († 1256)
- Oton IV., mejni grof Brandenburg-Stendala († 1309)
- Nizamuddin Auliya, indijski islamski mistik († 1325)
- Serafina iz San Gimignana, italijanska otroška svetnica († 1253)
- Valdemar III., vojvoda Schleswiga († 1257)

## Smrti
- 4. marec:
  - Jurij II. Vladimirski, veliki knez Vladimir-Suzdala (* 1189)
  - Ivana Angleška, škotska kraljica (* 1210)
- 6. marec - Al-Kamil, egiptovski sultan iz dinastije Ajubidov (* 1177)
- 19. marec - Henrik I. Bradati (* 1165)
- 26. marec - Henrik I. iz Müllenarka, kölnski nadškof (* 1190)
- 11. november - Moroie Matsudono, zadnji japonski regent iz klana Fudživara (* 1172)

Neznan datum
- Azriel ben Menahem, katalonski judovski rabin, kabalist (* 1160)
- Eleazar iz Wormsa, nemški rabin, kabalist (* 1176)
- Guillaume de Lorris, francoski pesnik (* 1200)
- Ivan I., trabzonski cesar